# Internationale Kinder- und Jugendbuchausstellung

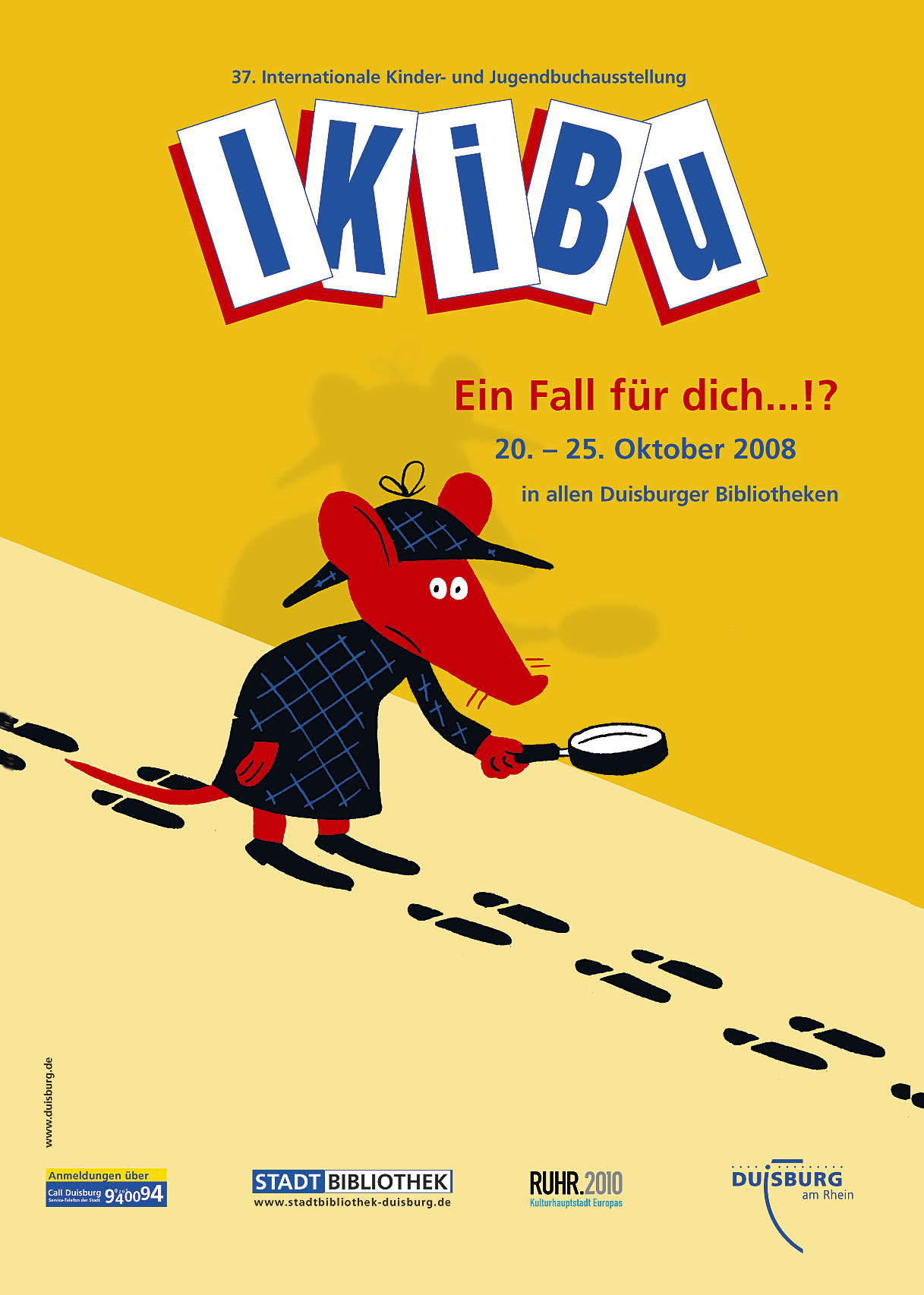
IKiBu-Plakat 2008

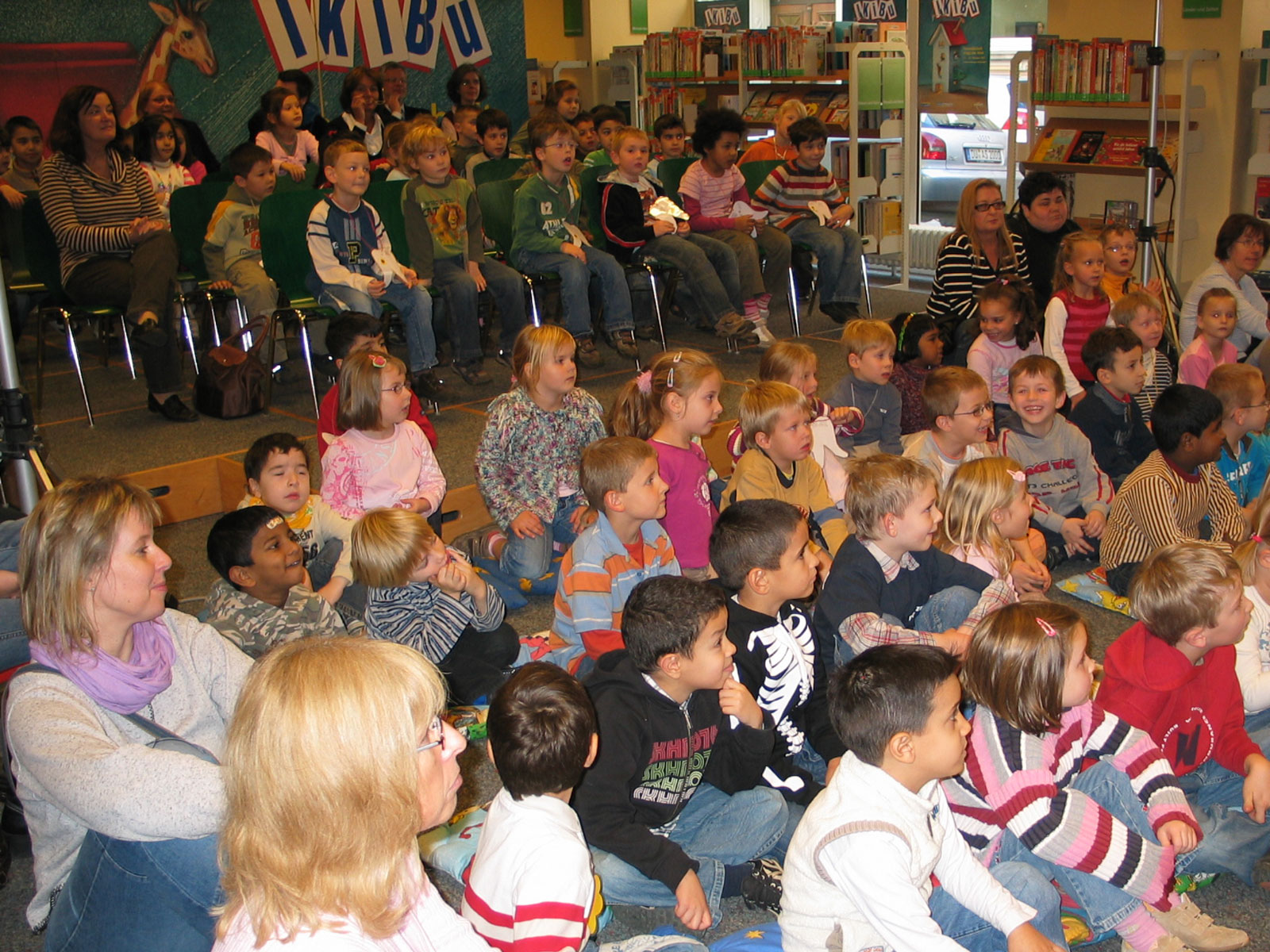
IKiBu-Eröffnung 2007

Die Internationale Kinder- und Jugendbuchausstellung (IKiBu) wird seit 1971 regelmäßig von der Stadtbibliothek Duisburg veranstaltet.
Die Ausstellung wird regelmäßig durchgeführt. Zunächst jährlich, später im 2-Jahresrhythmus und seit 1992 wieder jedes Jahr, vermittelt sie einen Einblick in Vielfalt und Besonderheiten der Kinder- und Jugendliteratur. Das Kernstück ist die Ausstellung von Kinder- und Jugendbüchern, die die Neuerscheinungen, den aktuellen Deutschen Jugendliteraturpreis sowie einen thematischen oder internationalen Schwerpunkt zeigt. Einen weiteren Schwerpunkt bilden Autorenlesungen.
Die Internationale Kinder- und Jugendbuchausstellung spricht nicht nur literarische, sondern auch andere Erlebnisbereiche der Kinder an. Im Rahmenprogramm, das wie die Buchausstellung seit 1983 nicht mehr in der Mercatorhalle, sondern in der Zentralbibliothek und in den Bezirks- und Stadtteilbibliotheken stattfindet, haben Kinder die Möglichkeit zur Mitwirkung an Spiel-, Mal- und Bastelaktionen, Kinder- und Puppentheater, Film- und Musikveranstaltungen. Seit 1996 wird während der Internationalen Kinder- und Jugendbuchausstellung im 2-Jahresrhythmus der Kinderbuchpreis des Landes Nordrhein-Westfalen verliehen.